# Gebänderte Seenadel
Die Gebänderte Seenadel (Dunckerocampus dactyliophorus) ist eine kleine Seenadelart, die im tropischen westlichen Pazifik, rund um die Indonesischen Inseln, in sehr flachem Wasser bis in Tiefen von zehn Metern vorkommt.

## Merkmale
Die Fische werden 18 bis 19 Zentimeter lang. Ihr Körper ist weiß und wird von roten, dunkel eingefassten Ringen gemustert. Die Ringe werden bei älteren Tieren fast schwarz. Wie alle Fahnenschwanz-Seenadeln haben sie eine fächerförmige Schwanzflosse. Die Schnauze ist lang und pipettenartig. Von der sehr ähnlichen Breitband-Seenadel (Dunckerocampus boylei) unterscheidet sie sich durch die schmaleren Ringe und das Muster auf der Schwanzflosse. Die Schwanzflosse der Gebänderten Seenadel ist weiß, mit einem roten Ring, oder rot mit weißem Zentrum und Rand.
Flossenformel: Rückenflossenweichstrahlen: 20 – 26, Afterflossenweichstrahlen 4.

## Lebensweise
Die Gebänderte Seenadel lebt sehr versteckt in Lagunen, Gezeitentümpeln und Außenriffen, hält sich vor allem in Höhlen auf, die sie auch ständig zusammen mit verschiedenen Garnelenarten und Muränen bewohnt. Sie ernährt sich von sehr kleinen Krebstierchen (vor allem Copepoden) und putzt größere Fische. Beim Schwimmen bevorzugt sie den freien Wasserraum und hält Abstand zum Substrat. Ausgewachsene Fische leben meist paarweise.
Wie alle Seenadeln sind sie ovipar, die rötlichen Eier werden vom Weibchen nach dem Legen vom Männchen übernommen, das sie bis zum Schlupf der Larven an der schwammartig veränderten Schwanzunterseite mit sich herumträgt. Die schlüpfenden Jungfische sind zunächst transparent und leben pelagisch. Gehen sie mit einer Länge von etwa 30 mm zum bodennahen Leben des Erwachsenen über, setzt die Pigmentierung ein. Danach leben sie zunächst in sehr flachem Wasser der Gezeitenzone.